# Henning Arnisaeus
 Henning Arnisaeus (latinisiert aus Arentsehe oder Arensehe; * um 1575 in Schlanstedt; † 1636 in Hillerød bei Kopenhagen) war ein deutscher Mediziner, Philosoph und Reichspublizist.

## Leben
Arnisaeus studierte Medizin, Geschichte und Politik. In Helmstedt wurde er zum Dr. med. promoviert. Er war Professor der Moral an der Brandenburgischen Universität Frankfurt, bevor er 1613 an die Universität Helmstedt als Professor für Medizin wechselte. 1620 wurde er Leibarzt von Christian IV. (Dänemark und Norwegen).
Arnisaeus gilt als Vertreter des Aristotelismus.

## Reichsstaatslehre

### De jure majestatis libri tres(1610)
In seinem ersten bedeutenden politiktheoretischen Werk bezeichnet Arnisaeus das Reich noch als Monarchie, womit er dem allgemeinen Tenor der deutschen Reichsstaatsrechtslehre zu dieser Zeit folgt. Er übernimmt die Souveränitätslehre von Jean Bodin, lehnt jedoch alle frühen Entwürfe des Konzepts dualer Souveränität ab (seine volle Entfaltung findet dieses erst ab 1620 mit Arumaeus’ Discursus academici de iure publico). Souverän ist nach Arnisaeus derjenige, welcher die obersten Herrschaftsrechte in einem Staat tatsächlich ausübt – ihm zufolge der König bzw. Kaiser. Infolge dieser Prämisse sei das Reich als Monarchie zu betrachten, da u. a. im Akt der Königswahl alle Souveränität auf den rex electus übertragen wird. Die Reichsstände (und so auch die Kurfürsten) erscheinen ihm nur als vom Kaiser abhängige Magistrate ohne Anteil an der Souveränität. Die Landeshoheit der Stände spielt beim „frühen“ Arnisaeus keine Rolle.

### De republica seu relectionis politicae(1615)
In seinem späteren politiktheoretischen Werk hat sich seine Einschätzung der Reichsverfassung gewandelt: mit Blick auf dieselbe interpretiert er die (später so genannten) Komitialrechte nun dahingehend, dass der Gesamtheit der Reichsstände – und damit dem aristokratischen Element der Reichsverfassung – die größere Bedeutung zukommt. Um das Reich als Ganzes beschreiben zu können, entwirft er eine eigene Theorie der Mischverfassung, die sowohl Kaiser als auch Reichsstände einbindet: diese Theorie enthält eine frühe Konzeption der Gewaltenteilung, in der die Souveränität in die „Mäjestätsrechte“ aufgeteilt wird, wobei sich diese dann auf die verschiedenen Instanzen des Staats verteilt finden. So komme in der Theorie, wie auch im Reich, keinem Teil der Verfassungsordnung die höchste Gewalt allein zu, sondern nur allen gemeinsam in der Gesamtheit. Dies erklärt auch, weshalb kein einzelnes „Staatsorgan“ des Reiches souverän über die Herrschaft verfügt. Insgesamt überwiegt das aristokratische Element in der Reichsverfassung jedoch etwas, weshalb er das Reich in der Zusammenschau und abschließend als Mischverfassung mit aristokratischem Schwerpunkt charakterisiert.

## Werke

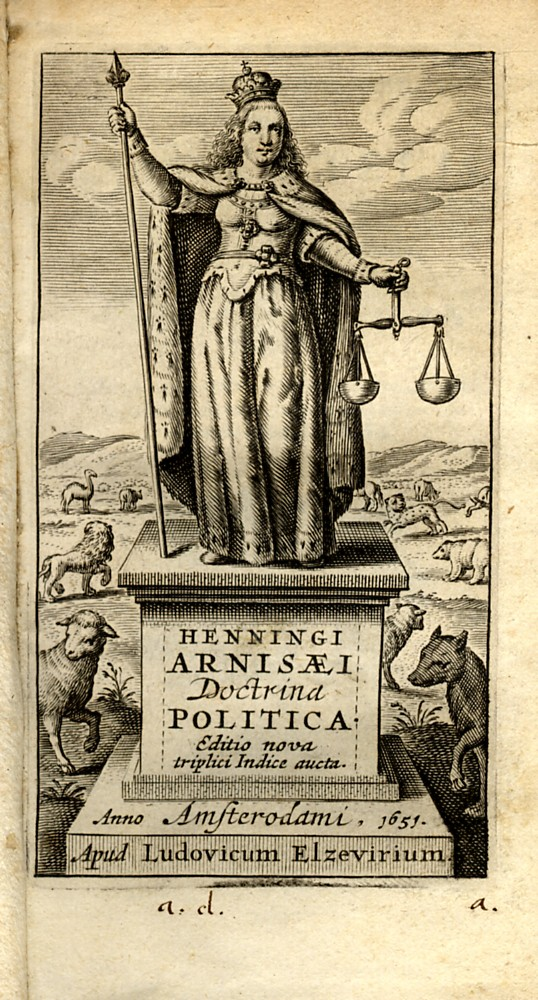
Doctrina politica, Nachdruck aus dem Jahr 1651

- Epitome metaphysices, Frankfurt/Oder 1606. (vollständiger Titel: Epitome metaphysices: in qua fundamenta Aristotelica ordine scientifico explicantur et postea controversiae pleraeque suis deciduntur argumentis ut quam in tot opinionum myriadibus viam quisque sequi possit tutissime levi negotio percipiat. omnia composita ad mentem Aristotelis et ex antiquitate graeca et latina longe secus quam ab hodiernis nonnullis novatoribus fieri solet deducta. ex quibus lector integrae paulo post secuturae metaphysicae conjecturam facere potest) (Digitalisat)
- Doctrina politica in genuinam methodum, quae est Aristotelis. Thiemen, Frankfurt an der Oder 1606. (Digitalisat)
- De jure majestatis libri tres. Thyml, Frankfurt an der Oder 1610. (Digitalisat)
- De subjectione et exemtione clericorum: item de potestate temporali pontificis in principes, et denique de translatione imperii Rom.; commentatio politica opposita … potissimum vero libris Robert Bellarmini. Thime, Frankfurt an der Oder 1612. (Digitalisat)
- De Autoritate Principum In Populum Semper Inviolabili, Seu Quod Nulla Ex Causa Subditis Fas Sit Contra Legitimum principem arma movere, Commentatio Politica: Opposita Seditiosis quorundam scriptis, qui omnem Principum Maiestatem subiiciunt censurae Ephororum & populi. Thieme, Frankfurt an der Oder 1612. (Digitalisat)
- De Apoplexia cognoscenda et curanda. Helmstedt, Med. Diss. 19. Febr. 1614. (Digitalisat)
- De republica. Seu Relectionis politicae libri 2. Quorum primus agit De civitate et familiis. Secundus De rerumpubl. natura et differentiis. Voltz, Frankfurt an der Oder 1615. (Digitalisat)
- De universali scientia: quae metaphysica vocatur, Frankfurt/Oder 1624.
- Gesammelte politische Schriften (Leipzig 1633, Straßburg 1648)